# Gunnar Sønsteby

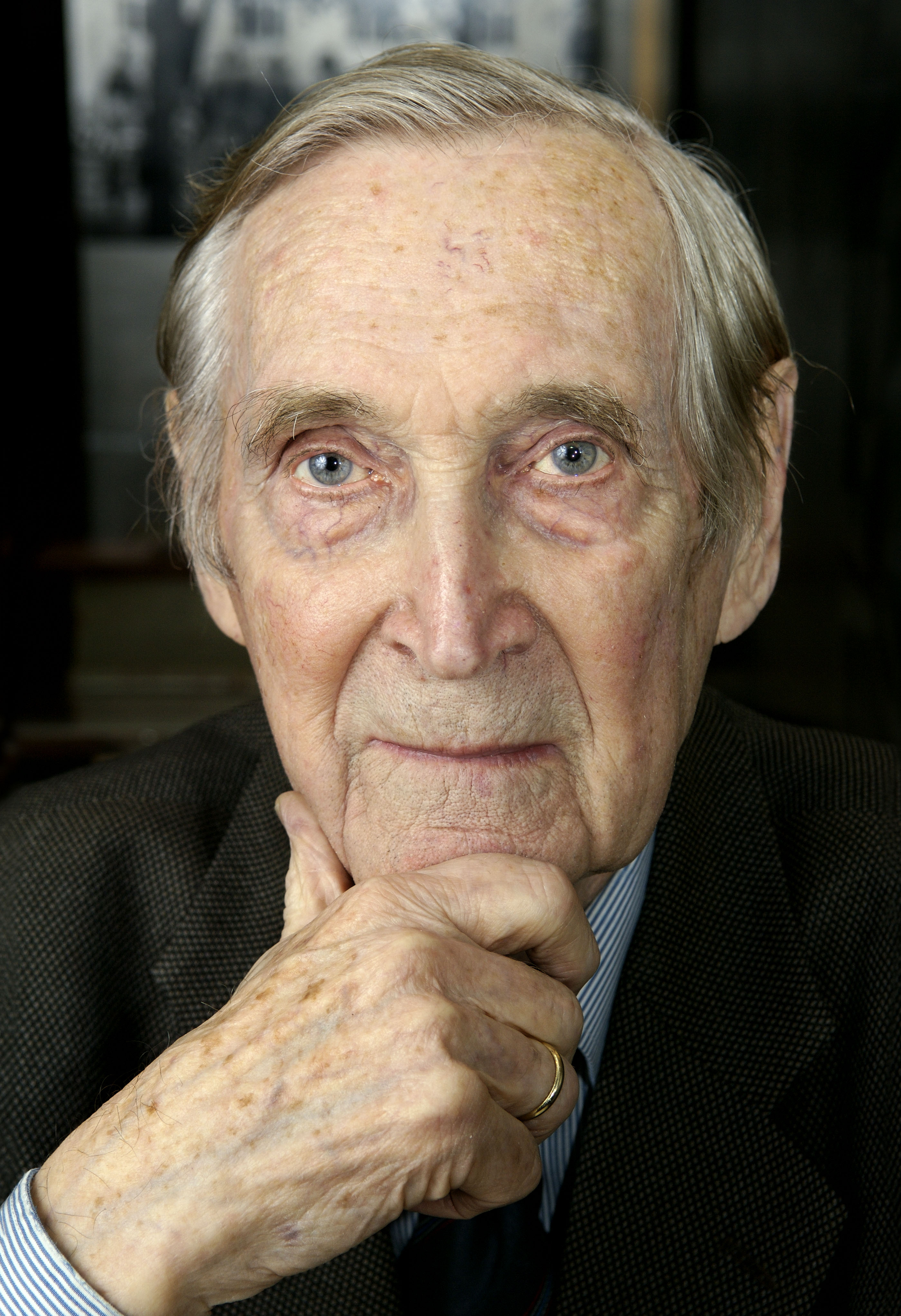
Gunnar Sønsteby (2008)

Gunnar Fridtjof Thurmann Sønsteby DSO (* 11. Januar 1918 in Rjukan; † 10. Mai 2012 in Oslo) war ein norwegischer Widerstandskämpfer während der deutschen Besatzung von 1940 bis 1945. Er ist der am höchsten dekorierte norwegische Staatsbürger aller Zeiten.

## Leben
Zusammen mit Max Manus war Sønsteby 1943 bis 1945 einer der führenden Köpfe der so genannten Oslogjeng (Oslobande) und war im Laufe des Krieges an einer Vielzahl von Sabotageaktionen beteiligt. Er war unter 30 bis 40 verschiedenen Decknamen aktiv (u. a. Kjakan, Nr. 24). Erst gegen Ende des Krieges gelang es der Gestapo, seinen richtigen Namen herauszufinden. Doch obwohl sie ihm zeitweise eng auf den Fersen war, gelang es ihr letztlich nie, ihn festzunehmen.

### Kindheit und Jugend
Sønsteby wuchs in der kleinen südnorwegischen Industriestadt Rjukan in Telemark auf. Bereits als Schüler verbrachte er mit Kameraden viel Zeit auf Wandertouren in den umliegenden Bergen.
Nach dem Abschluss des Gymnasiums 1937 zog Sønsteby nach Oslo, wo er seinen Wehrdienst ableistete und ein Studium der Sozialökonomie begann. Auch dort pflegte er seine Leidenschaft für Bergtouren und das Skifahren. Viele seiner Tourkameraden – unter ihnen Knut Haugland, Halvor Rivrud, Olav Skogen, Leif Nilsen, Rolf Solem, Turjus Aarnes, Knut Berge und Einar Nordgaard – waren später ebenfalls im norwegischen Widerstand aktiv.

### Besetzung und Widerstand
Als deutsche Truppen am 9. April 1940 Norwegen besetzten, arbeitete Gunnar Sønsteby als  Buchhaltungsassistent. Er schloss sich norwegischen Einheiten im Osten des Landes an und folgte ihnen ins Østre Gausdal, musste jedoch bald darauf mit einer Lungenentzündung ins Krankenhaus.
Noch im selben Jahr begann Sønsteby, sich in der aufkeimenden Widerstandsbewegung in Norwegen zu engagieren, wo er zunächst im Kreis um den Studentenführer Knut Møyen aktiv war. Er war – unter anderem mit Max Manus – auch an der Herausgabe der illegalen Zeitung Vi vil oss et land („Wir fordern ein Land für uns“) beteiligt.
1941 ging er nach Schweden, wo er in Kontakt mit der Special Operations Executive (SOE) kam, einer geheimen britischen Militäreinheit mit dem Auftrag, Sabotageaktionen in von Deutschland besetzten Ländern zu unterstützen. Nach einem erfolglosen Versuch, unbemerkt nach Großbritannien zu gelangen – Sønsteby zog sich auf dem Weg nach Ålesund Erfrierungen am Bein zu –, führte er für die britische Botschaft in Stockholm verschiedene Kurier- und Aufklärungsaufträge in Norwegen durch. 1942 wurde er von der schwedischen Polizei interniert und saß drei Monate im Gefängnis, bis es ihm schließlich gelang, sie zu überzeugen, nicht der gesuchte Gunnar Sønsteby zu sein.
Im Jahresverlauf setzte ihn die SOE als Agenten und Vertrauensmann im besetzten Oslo ein. Unter dem Decknamen „No. 24“ baute er ein Netz konspirativer Wohnungen auf und knüpfte Kontakte zu anderen Widerstandsgruppen. Unter anderem arbeitete er während dieser Zeit mit der Organisation 2A und Asbjørn Sundes Osvald-Gruppe zusammen. Der Kontakt zur Milorg bestand über Knut Møyen.
Am 23. Februar 1943 wurde Sønstebys Vater Gustav in Sippenhaft genommen und bis Dezember 1944 im Gefangenenlager Grini interniert.
Nachdem er im April 1943 selbst nur knapp der Gestapo entkommen war, flüchtete Sønsteby erneut nach Stockholm. Von dort wurde er nach Großbritannien geschickt und im Juni 1943 in die Kompanie Linge (norw. Kompani Linge, eigentlich Norwegian Independent Company No. 1, NORIC 1) eingebunden. Nach einer geheimdienstlichen Ausbildung wurde er im Oktober mit dem Fallschirm wieder über Norwegen abgesetzt und arbeitete zunächst als „Mann für alle Fälle“ für seinen Freund Knut Haugland. Später übernahm er die Rolle des Aktionschefs in der zentralen Führung der Milorg sowie die Leitung der Sabotagegruppe Oslogjengen.
Sabotageaktionen, an denen Sønsteby maßgeblich beteiligt war:
- Überfall auf die Zentralbank von Norwegen im Herbst 1942, mit dem der Exilregierung in London Druckplatten für norwegische Geldscheine gesichert wurden.
- Sprengung des Archivs und später der Lochkartenmaschinen des Arbeidskontorets in Oslo, die vermutlich viele norwegische Männer vor der Entsendung an die Ostfront bewahrte (Juni 1943).
- Sprengung deutscher Flugmotoren und anderer Flugzeugteile in einem Lager in der Bjølsenhalle in der Moldegate in Oslo (August 1944).
- Sprengung der Waffenfabrik Kongsberg im September 1944.
- Kaperung einer Lieferung mit 75.000 Rationierungskarten.

Gunnar Sønstebys Spitzname Kjakan (dt. das Kinn) kommt von dem nicht ganz ernst gemeinten Decknamen Umulius Kjakabråten, mit dem er in der Oslogjeng bekannt war.

### Arbeit und Leben nach dem Krieg

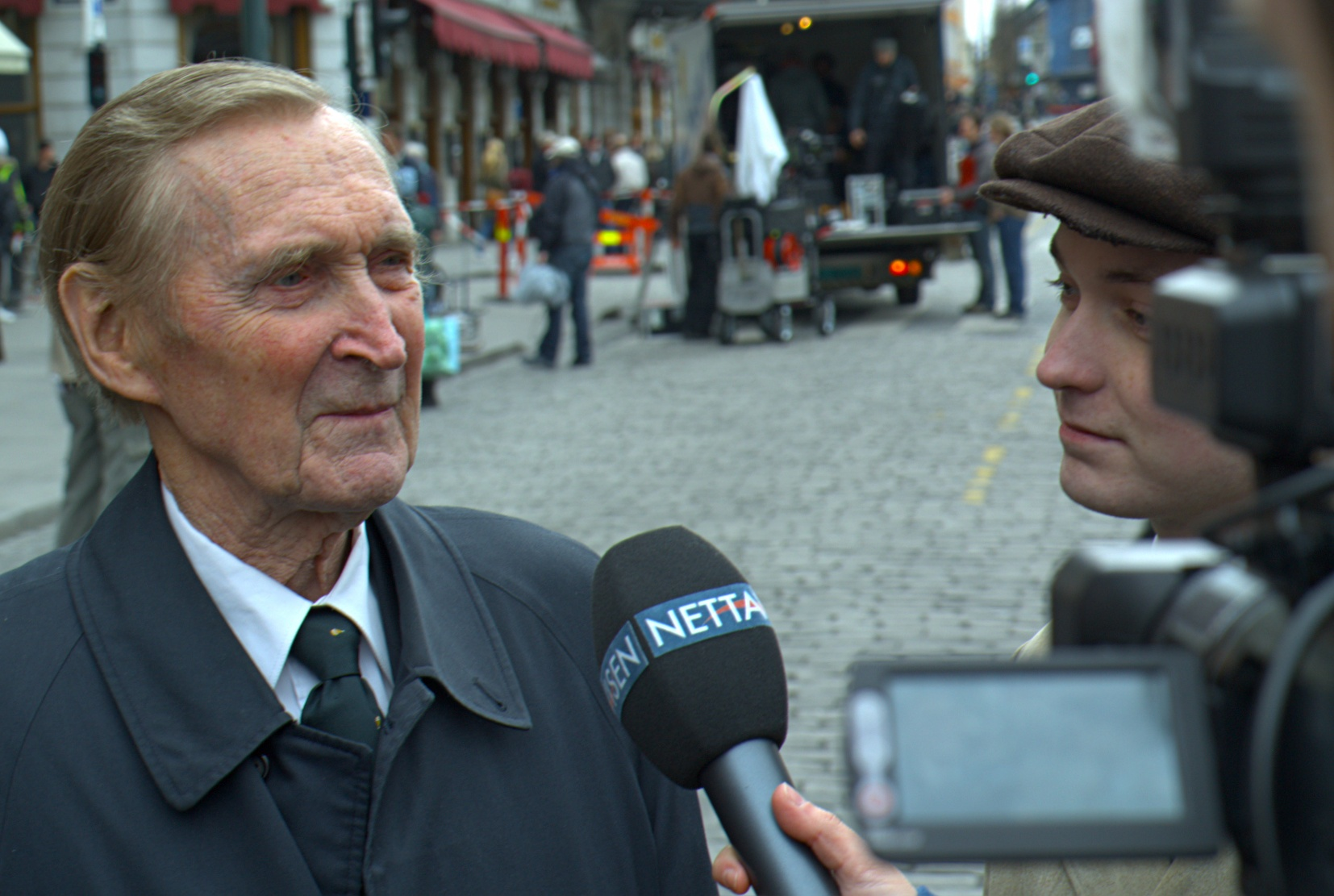
Gunnar Sønsteby (links) wurde im Film Max Manus von Knut Joner (rechts) dargestellt (Foto vom Interview während der Dreharbeiten in Oslo im Jahr 2008).

Nach Kriegsende zog Sønsteby in die USA, wo er an der Harvard Business School studierte. Vor seiner Rückkehr nach Norwegen arbeitete er dort einige Jahre in der Ölindustrie. In seiner Heimat war er als selbständiger Unternehmer tätig.
In den Nachkriegsjahren, doch vor allem im Rentenalter, bereiste Sønsteby mit Vorträgen und Informationsveranstaltungen das In- und Ausland, um den nachfolgenden Generationen die Lehren aus dem Zweiten Weltkrieg nahezubringen.
Zu Ehren seines 90. Geburtstages im Januar 2008 richtete König Harald von Norwegen einen Empfang auf der Festung Akershus aus, bei der alle Mitglieder des Königshauses anwesend waren.
Auch nach seinem 90. Geburtstag war Sønsteby viel unterwegs. Anlässlich der Dreharbeiten im Frühjahr 2008 zum Film Max Manus, in dem er selbst von Knut Joner gespielt wurde, und während der Sondervorstellungen des Films im Jahr 2009 stand er in Skandinavien für Interviews zur Verfügung.

## Ehrungen und Auszeichnungen
Sønsteby war Norwegens höchstdekorierter Bürger. Er war der einzige Träger des Kriegskreuzes mit drei Schwertern (verliehen am 16. August 1946). Unter den vielen Auszeichnungen, die Sønsteby im Laufe seines Lebens entgegennehmen durfte, waren neben solchen seines Heimatlandes auch einige ausländische Orden:
- 1945: Medal of Freedom mit silberner Palme (USA)
- 1946: Erinnerungsmedaille Seiner Majestät des Königs in Silber (H.M. Kongens Erindringsmedalje, Norwegen)
- 1946: Distinguished Service Order (Vereinigtes Königreich)
- seit 1969: Namensgeber für den Sønstebynuten in der Antarktis
- 2001: Kulturpreis der American-Scandinavian Society (USA)
- 2002: Freedom Award der Association of Former Intelligence Officers (USA)
- 2004: Verteidigungsmedaille mit Lorbeerzweig (Forsvarsmedaljen med laurbærgren, Norwegen)
- 2006: Kommandeur des Sankt-Olav-Ordens (Norwegen)
- 2008: Special Operations Command Medal (USA)
- 2012: Ehrenkreuz der Streitkräfte (Forsvarets hederskors, Norwegen)

Seine Heimatkommune Tinn in Telemark ernannte ihn 2002 zu ihrem ersten und bislang einzigen Ehrenbürger. Daneben war er seit 2005 der erste Ehrenschüler der Rjukan videregående skole (vergleichbar etwa mit der gymnasialen Oberstufe in Deutschland).
König Harald von Norwegen enthüllte am 13. Mai 2007 auf dem Solliplass in Oslo eine Statue Gunnar Sønstebys von Per Ung. Sie zeigt den 25-jährigen Widerstandskämpfer neben seinem Fahrrad. Im Jahr 2012 wurde dieses Denkmal an die Karl-Johans Gate, unmittelbar gegenüber der Universität, in Sichtweite des Schlosses umgesetzt.
Im Dezember 2007 kürten die Leser der norwegischen Tageszeitung Aftenposten Sønsteby zum Osloer des Jahres. Die Ehrung fand am 21. Dezember 2007 im Norwegischen Widerstandsmuseum (Norges Hjemmefrontmuseum) auf der Festung Akerhus statt.
Im Herbst 2008 schließlich zeichnete ihn die Studentenvereinigung von Trondheim (Studentersamfundet i Trondheim) für seinen Einsatz für Norwegen mit der Ehrenmitgliedschaft aus.

## Trivia
Ein Radsport-Laden in Bremen trägt den Namen „Sønsteby's“ zu Ehren Gunnar Sønstebys, der zu vielen seiner Aktionen mit dem Rad unterwegs war.
Der 2024 veröffentlichte norwegische Film Nr. 24 basiert auf seinen Erlebnissen.